# Liste der Kulturgüter in Glarus Nord
Die Liste der Kulturgüter in Glarus Nord enthält alle Objekte in der Gemeinde Glarus Nord im Kanton Glarus, die gemäss der Haager Konvention zum Schutz von Kulturgut bei bewaffneten Konflikten, dem Bundesgesetz vom 20. Juni 2014 über den Schutz der Kulturgüter bei bewaffneten Konflikten sowie der Verordnung vom 29. Oktober 2014 über den Schutz der Kulturgüter bei bewaffneten Konflikten unter Schutz stehen.
Objekte der Kategorien A und B sind vollständig in der Liste enthalten, Objekte der Kategorie C fehlen zurzeit (Stand: 1. Januar 2023).

## Kulturgüter
| Foto | | Objekt                                                                              | Kat. | Typ | Standort                                                              | Beschreibung |
| ---- | --- | ----------------------------------------------------------------------------------- | ---- | --- | --------------------------------------------------------------------- | --- |
| ja   | Datei hochladen · Wikidata zu Herrensitz Milt (Q29479648) | Herrensitz Milt (Elsenerhaus) KGS-Nr.: 02650                                        | A    | G   | Bilten, Elsenerstrasse 14 720205 / 222812                             | |
| ja   | Datei hochladen · Wikidata zu Vor dem Wald, römischer Wachtturm (Q29479654) | Vor dem Wald (römischer Wachtturm) KGS-Nr.: 02689                                   | A    | F   | Filzbach, Kerenzerbergstrasse 727460 / 220300                         | |
| ja   | Datei hochladen · Wikidata zu Haus Haltli (Mollis) (Q1572435) | Herrensitz Haltli KGS-Nr.: 02751                                                    | A    | G   | Mollis, Kerenzerstrasse 19 724227 / 217694                            | |
| ja   | Datei hochladen · Wikidata zu Zwickyhaus (Q29479655) | Zwickyhaus KGS-Nr.: 02752                                                           | A    | G   | Mollis, Vorderdorfstrasse 59 724201 / 216725                          | |
| ja   | Datei hochladen · Wikidata zu Hof und Höfli mit Gartenpavillon (Q29479649) | Hof und Höfli mit Gartenpavillon KGS-Nr.: 02758                                     | A    | G   | Mollis, Steinackerstrasse 4b 724263 / 216692                          | |
| ja   | Datei hochladen · Wikidata zu Hammerschmiede (Q29479646) | Hammerschmiede KGS-Nr.: 02764                                                       | A    | G   | Mühlehorn, Hammerschmiedeweg 7 731527 / 219747                        | |
| ja   | Datei hochladen · Wikidata zu Freulerpalast (Q1455802) | Freulerpalast KGS-Nr.: 02767                                                        | A    | G   | Näfels, Bahnhofstrasse 2 723343 / 217749                              | |
| ja   | Datei hochladen · Wikidata zu Katholische Kirche St. Hilarius (Q7588337) | Katholische Kirche St. Hilarius KGS-Nr.: 02768                                      | A    | G   | Näfels, Denkmalweg 723380 / 217890                                    | |
| ja   | Datei hochladen · Wikidata zu Letzi Näfels (Q29479653) | Mittelalterliche Letzi KGS-Nr.: 02769                                               | A    | F   | Näfels, Letz 723480 / 217979                                          | |
| ja   | Datei hochladen · Wikidata zu Industriesiedlung Jenny & Co. mit Fabrikgebäuden, Verwaltungsgebäude, Fabrikantenvilla, Kost- und Wohnhäuser, Wasserturm, Weiher und Kanal (Q29479651) | Industriesiedlung Jenny & Co. KGS-Nr.: 02797                                        | A    | G   | Niederurnen, Turbinenweg 6, Spinnereistrasse, Parkweg 723165 / 221512 | Umfasst Fabrikgebäude, Verwaltungsgebäude, Fabrikantenvilla, Kost- und Wohnhäuser, Wasserturm, Weiher und Kanal. |
| ja   | Datei hochladen · Wikidata zu Museum des Landes Glarus (Q27481296) | Museum des Landes Glarus KGS-Nr.: 08511                                             | A    | S   | Näfels, Bahnhofstrasse 2 723336 / 217745                              | |
| ja   | Datei hochladen · Wikidata zu Reformierte Kirche Oberbilten (Q29784339) | Reformierte Kirche Oberbilten KGS-Nr.: 02651                                        | B    | G   | Bilten, Hauptstrasse 56 720136 / 222965                               | |
| ja   | Datei hochladen · Wikidata zu Ritterhaus (Q29784341) | Ritterhaus KGS-Nr.: 02652                                                           | B    | G   | Bilten, Elsenerstrasse 12 720171 / 222810                             | |
| ja   | Datei hochladen · Wikidata zu Dekanenhaus (um 1700) mit Gartenpavillon (Q29712675)                                                                                                   | Dekanenhaus mit Gartenpavillon KGS-Nr.: 02753                                       | B    | G   | Mollis, Büchelstrasse 2 724320 / 216867                               | |
| ja   | Datei hochladen · Wikidata zu Försterhaus (Schindlerhaus) (Q29712691) | Försterhaus (Schindlerhaus) KGS-Nr.: 02754                                          | B    | G   | Mollis, Schulstrasse 2 724155 / 216895                                | |
| BW   | Datei hochladen · Wikidata zu Haus Neuhaus (Q29784321) | Haus Neuhaus KGS-Nr.: 02755                                                         | B    | G   | Mollis, Hinterdorfstrasse 23 724251 / 217420                          | |
| ja   | Datei hochladen · Wikidata zu Haus Unterkilchen mit Oekonomiegebäude (Q29784325) | Haus Unterkilchen mit Ökonomiegebäude KGS-Nr.: 02756                                | B    | G   | Mollis, Vorderdorfstrasse 2 724231 / 217140                           | |
| ja   | Datei hochladen · Wikidata zu Haus zum Fabrikhof (1760), mit Waschhaus (um 1830) und ehem. Fabrikgebäuden Zingg (Q29784326)                                                          | Haus zum Fabrikhof mit Waschhaus und ehemaligen Fabrikgebäuden Zingg KGS-Nr.: 02757 | B    | G   | Mollis, Mühlenstrasse 4–6 724185 / 216507                             | |
| ja   | Datei hochladen · Wikidata zu Hüttenböschen, gallorömischer Vierecktempel (Q29784331)                                                                                                | Hüttenböschen, gallorömischer Vierecktempel KGS-Nr.: 02760                          | B    | F   | Mollis, Gäsi 726011 / 221370                                          | |
| ja   | Datei hochladen · Wikidata zu Reformierte Kirche Mollis (Q1533746) | Reformierte Kirche Mollis KGS-Nr.: 02761                                            | B    | G   | Mollis, Vorderdorfstrasse 1 724278 / 217153                           | |
| ja   | Datei hochladen · Wikidata zu Schmidhaus (Küferhaus) (Q29784351) | Schmidhaus (Küferhaus) KGS-Nr.: 02762                                               | B    | G   | Mollis, Kerenzerstrasse 4–6 724329 / 217199                           | |
| ja   | Datei hochladen · Wikidata zu Villa Landhaus mit Gartenpavillon (Q29784355) | Villa Landhaus mit Gartenpavillon KGS-Nr.: 02763                                    | B    | G   | Mollis, Vorderdorfstrasse 31 724274 / 216938                          | |
| ja   | Datei hochladen · Wikidata zu Reformierte Kirche Mühlehorn (Q14757781) | Reformierte Kirche Mühlehorn KGS-Nr.: 02765                                         | B    | G   | Mühlehorn, Dorfstrasse 30 731588 / 219930                             | |
| ja   | Datei hochladen · Wikidata zu Sagenbrücke (Q29784345) | Sagenbrücke KGS-Nr.: 02766                                                          | B    | G   | Mühlehorn 731235 / 219112                                             | |
| ja   | Datei hochladen · Wikidata zu Schlachtdenkmal (Q29784347) | Schlachtdenkmal KGS-Nr.: 02771                                                      | B    | K   | Näfels, Denkmalweg 723551 / 217973                                    | |
| ja   | Datei hochladen · Wikidata zu Bahnhof Näfels/Mollis mit Güterexpedition (Q15263139)                                                                                                  | Bahnhof Näfels-Mollis mit Güterexpedition KGS-Nr.: 02772                            | B    | G   | Näfels, Bahnhofstrasse 34 723832 / 217707                             | |
| ja   | Datei hochladen · Wikidata zu Haus an der Letz (General-Bachmann-Haus, jetzt Idaheim) (Q29784316)                                                                                    | Haus an der Letz (General-Bachmann-Haus, jetzt Ida-Heim) KGS-Nr.: 02777             | B    | G   | Näfels, Letz 13 723465 / 218004                                       | |
| ja   | Datei hochladen · Wikidata zu Haus auf der Letz (= Haus Landammann Josef Müller) (Q29784319)                                                                                         | Haus auf der Letz (Haus Landammann Josef Müller) KGS-Nr.: 02778                     | B    | G   | Näfels, Letz 15 723355 / 217960                                       | |
| ja   | Datei hochladen · Wikidata zu Haus Landammann Hauser-Reding (Q29784320) | Haus Landammann Hauser-Reding KGS-Nr.: 02779                                        | B    | G   | Näfels, Im Dorf 13 723304 / 217787                                    | |
| ja   | Datei hochladen · Wikidata zu Haus zur Beuge (Q29784329) | Haus zur Beuge KGS-Nr.: 02780                                                       | B    | G   | Näfels, Beuge 1 / Im Dorf 28 723316 / 217647                          | |
| ja   | Datei hochladen · Wikidata zu Höfli (Q29784330) | Höfli KGS-Nr.: 02781                                                                | B    | G   | Näfels, Im Dorf 22 723301 / 217713                                    | |
| ja   | Datei hochladen · Wikidata zu Kapuzinerkloster mit Burganlage (Q15823901) | Kapuzinerkloster mit Burganlage KGS-Nr.: 02782                                      | B    | G   | Näfels, Klosterweg 10 723151 / 217630                                 | |
| BW   | Datei hochladen · Wikidata zu Rothaus (Q29784344) | Rothaus KGS-Nr.: 02783                                                              | B    | G   | Näfels, Bachdörfli 1 723501 / 217650                                  | |
| ja   | Datei hochladen · Wikidata zu Stadionhaus (Burghaus) (Q29784352) | Stadionhaus (Burghaus) KGS-Nr.: 02784                                               | B    | G   | Näfels, Burg 11 723171 / 217540                                       | |
| ja   | Datei hochladen · Wikidata zu Bandfabrik (Q29712645) | Bandfabrik KGS-Nr.: 02795                                                           | B    | G   | Niederurnen, Hauptstrasse 40 722491 / 220320                          | |
| ja   | Datei hochladen · Wikidata zu Schlössli Niederurnen (Q29784350) | Schlössli mit Rebberg KGS-Nr.: 02796                                                | B    | G   | Niederurnen, Schlössli 1 722401 / 220890                              | |
| ja   | Datei hochladen · Wikidata zu Vorburg Oberurnen (Q29712660) | Vorburg, mittelalterliche Burgruine KGS-Nr.: 02798                                  | B    | G   | Oberurnen 722833 / 219825                                             | |
| ja   | Datei hochladen · Wikidata zu katholische Dreifaltigkeitskapelle (Q29784335) | Katholische Dreifaltigkeitskapelle KGS-Nr.: 02799                                   | B    | G   | Oberurnen, Kapellenstrasse 1 722834 / 219309                          | |
| ja   | Datei hochladen · Wikidata zu Katholische Kirche St. Georg (Q29784336) | Katholische Kirche St. Georg KGS-Nr.: 02800                                         | B    | G   | Oberurnen, Poststrasse 3 722935 / 219443                              | |
| ja   | Datei hochladen · Wikidata zu Reformierte Kirche mit Pfarrhaus und Brunnen (Q29784340)                                                                                               | Reformierte Kirche Obstalden mit Pfarrhaus und Brunnen KGS-Nr.: 02801               | B    | G   | Obstalden, Dorf 2 729951 / 219920                                     | |
| BW   | Datei hochladen | Pfarrhöfli KGS-Nr.: 16423                                                           | B    | G   | Dorf 8, Obstalden 729958 / 219928                                     | |